# Thomas Thorstensen
Thomas Thorstensen (Stavanger, 1880. május 15. – 1953. június 18.) olimpiai bajnok és olimpiai ezüstérmes norvég tornász.
Az 1908. évi nyári olimpiai játékokon versenyzett tornában és összetett csapatversenyben ezüstérmes lett.
Az 1912. évi nyári olimpiai játékokon ismét indult tornában és csapat összetettben szabadon választott szerekkel olimpiai bajnok lett.
Testvére, Gabriel Thorstensen vele együtt lett olimpiai bajnok.
Klubcsapata a Bergens TF volt.